# Tuân Hóa
Tuân Hóa (遵化市) là một thành phố cấp huyện trực thuộc địa cấp thị Đường Sơn, tỉnh Hà Bắc, Cộng hòa Nhân dân Trung Hoa. Thành phố này có diện tích 1521 ki-lô-mét vuông, dân số năm 2002 là 690.000 người. Mã số bưu chính Tuân Hóa là. Chính quyền quận Tuân Hóa đóng ở. Thành phố này được chia thành 13 trấn và 10 hương.
- Trấn: Tuân Hóa, Bảo Tử Điếm, Mã Lan Dục, Bình An Thành, Đông Tân Trang, Tân Điếm Tử, Đảng Dục, Địa Bắc Đầu, Đông Cựu Trại, Thiết Hán, Tô Gia Oa, Kiến Minh, Thạch Môn.
- Hương: hương dân tộc Mãn Thang Tuyền, hương dân tộc Mãn Tây Hạ Doanh, hương dân tộc Mãn Đông Lăng, Tây Tam, Thôi Gia Trang, Tây Lư, Hưng Vượng, Lưu Bị Trại, Đoàn Biều Trang, Nương Nương Trang, Hầu Gia Trại, Tiểu Hán.